# Hampshire
|  | Per a altres significats, vegeu «Comtat de Hampshire». |

Hampshire (pronunciat /ˈhæmpʃər/ o /ˈhæmpʃɪər/), abreujat Hants i antigament dit Comtat de Southampton, és un comtat del sud d'Anglaterra. Limita amb Dorset, Wiltshire, Berkshire, Surrey, West Sussex i al sud amb el canal de la Mànega.
La seva capital, Winchester, va ser també la capital de l'antic regne de Wessex. El territori de Hampshire està dividit en 13 districtes, dos dels quals són autoritats unitàries: Southampton i Portsmouth.
Hampshire és el comtat més gran de la regió sud-est d'Anglaterra i el tercer de tot el Regne Unit, tot i que ha perdut més territori que altres comtats en les darreres reformes administratives. Quan tenia l'extensió mes gran, l'any 1890, Hampshire va ser el cinquè comtat d'Anglaterra i actualment ocupa una àrea de 3.700 km², i fa uns 86 km d'est a oest i 76 km de nord a sud. Entre els seus espais naturals destaquen: el parc natural del New Forest, l'històric bosc on va morir el rei Guillem el Roig, i el parc natural dels South Downs.

## El nom
El nom del comtat Hampshire prové del nom primitiu de la ciutat de Southampton. Antigament Southampton es deia Hamtun, i l'àrea relacionada amb aquesta ciutat es deia Hamtunscīr. En el Domesday Book la contrada és esmentada, però escrita Hantescire, i és d'aquí que deriva la forma actual abreujada "Hants". Entre el 1889 i el 1959, es va dir comtat de Southampton i també Southamptonshire.

## Geografia

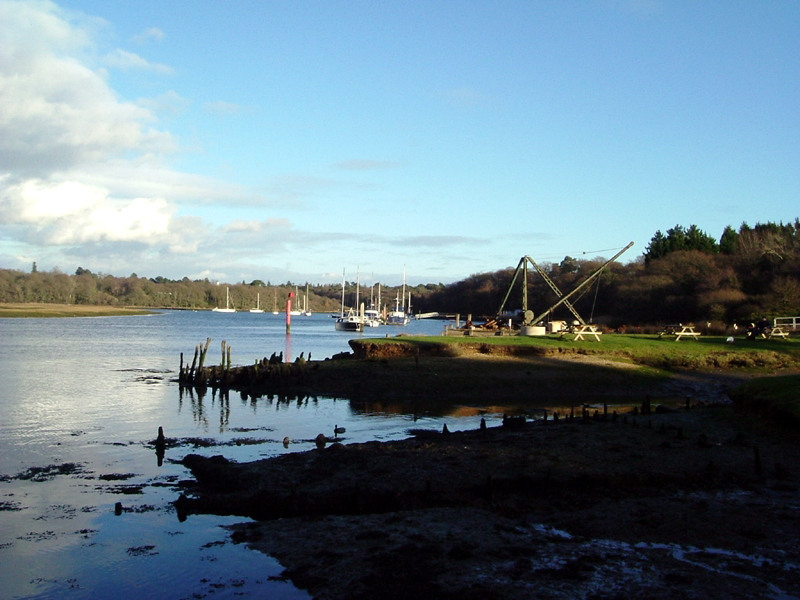
El riu Beaulieu passant per New Forest.

La geografia de Hampshire té dues zones diferenciades. Al sud, al llarg de la costa s'estén la conca de Hampshire, composta d'argila i grava no gaire resistent, que es va formar durant l'Eocè i l'Oligocè, una àrea protegida de l'erosió per l'illa de Purbeck, Dorset, i per l'illa de Wight. Aquestes terres baixes i planes són el substrat de bruguerars i boscos com el de New Forest. El New Forest conté diversos hàbitats: a més de les coníferes i dels arbres de fulla caduca, té prats i zona de matolls. Com a parc nacional que és, els animals que l'habiten estan protegits i no es permet el seu ús agrícola, però sí que es permet el pasturatge en la zona de terres comunals com a membres del plagioclimax. S'hi poden veure ramats d'ovelles, porcs, cavalls i diverses espècies de cérvol. L'erosió de l'aigua en les roques més toves ha donat origen a grans estuaris i rius sotmesos a l'influx de les marees (ries), com el Southampton Water, que entra 16 km terra endins i és el lloc on desemboquen els rius Test, Itchen, Hamble; o el port natural de Portsmouth que originàriament era la vall d'un torrent que baixava des de Portsdown fins al l'estret del Solent. L'erosió de l'illa de Wight ha format un braç de sediments, que ha tapat l'estre del Solent, i fa que l'antiga illa sigui ara una península.

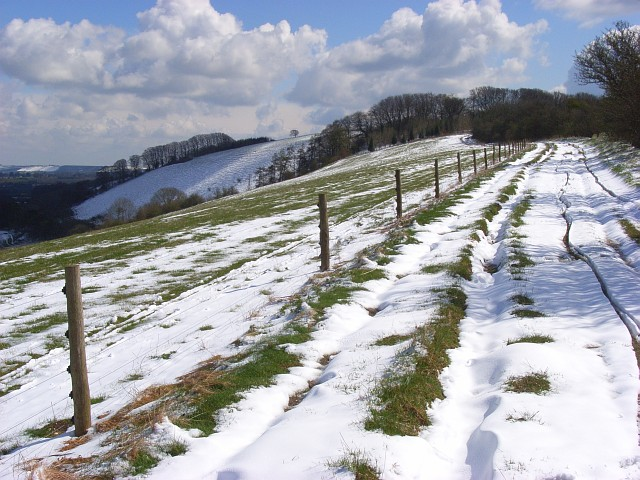
Cim del Pilot Hill, 286 m.

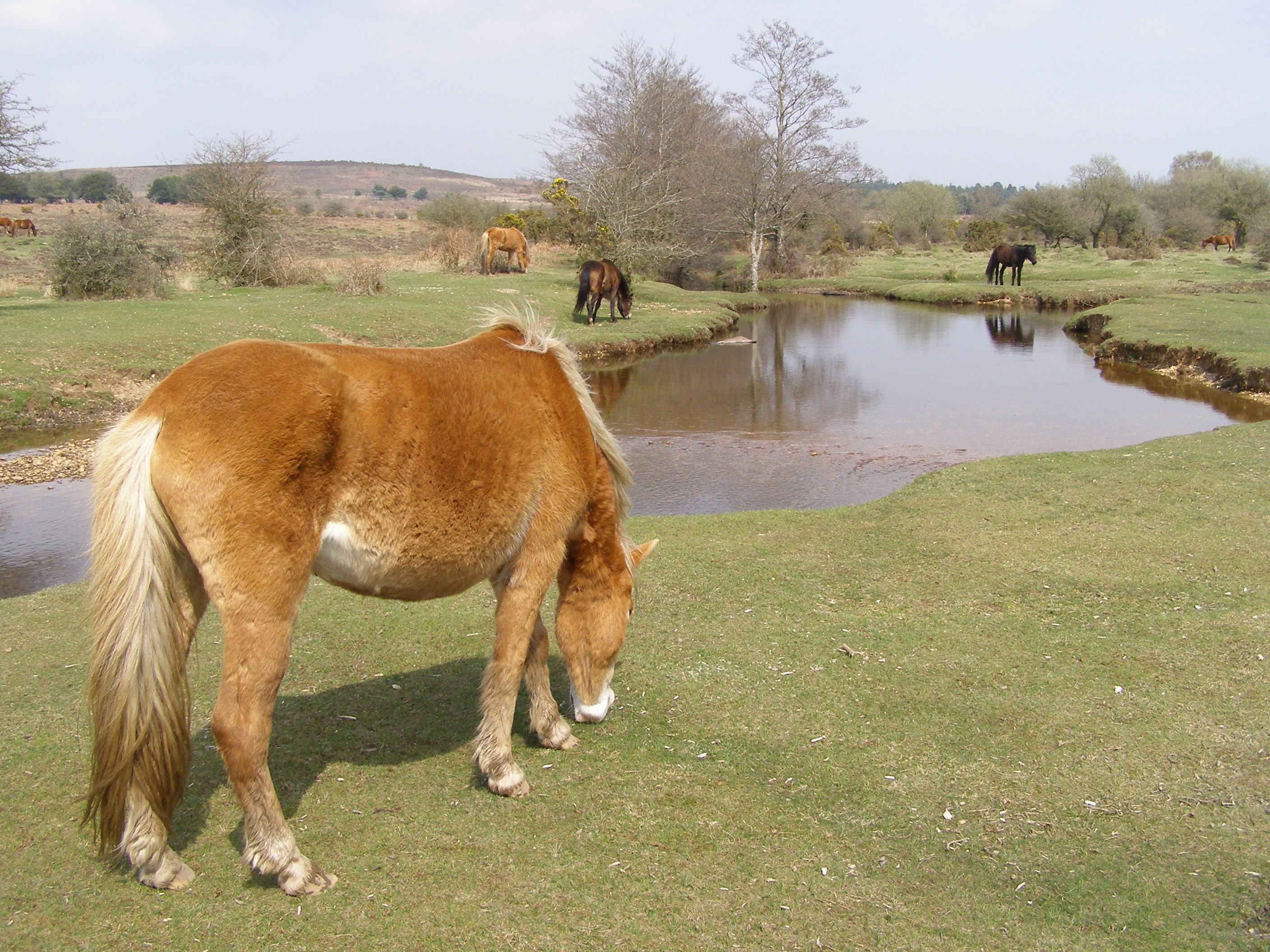
Cavalls pasturant al New Forest.

Al nord i al centre del comtat el substrat són roques de creta, que formen dues cadenes de turons i penya-segats: els Hampshire Downs i els South Downs. Aquests turons prenen forma més pronunciada cap al nord on està la vall de Tàmesi. El punt més elevat del comtat és Pilot Hill, que fa 286 m i està en la frontera amb Berkshire Oest. El segon turó més alt és el Butser Hill, situat dins del parc nacional dels South Downs, a prop de Petersfield, i assoleix els 271 m. La població més alta de Hampshire és Ashmansworth, a 235-240 msnm, localitzada entre Andover i Newbury. Aquesta àrea de turons és l'hàbitat natural de flors salvatges i d'insectes. Una bona part d'aquest territori, al sud-est del comtat, està declarat àrea de destacada bellesa natural (AONB). L'Itchen i el Test són rius que passen per aquests turons, famosos per les seves truites. Amagat entre aquestes valls està Selborne, el lloc on Gilbert White va fer les seves observacions pioneres sobre història natural. La flor que representa el comtat de Hampshire és la del roser silvestre.
Els dos parcs nacionals del comtat són: el New Forest i el PN dels South Downs. El segon abasta l'àrea des de Winchester cap a l'est i s'allarga fins als comtats de West Sussex i East Sussex.

## Història
Aquest comtat va rebre la primera migració de l'illa de la Gran Bretanya, els belgae, unes tribus procedents del nord-est de la Gàl·lia, a la darreria de l'edat del ferro. Quan els romans van conquerir el país, hi havia un oppidum anomenat Venta (l'actual Winchester), que era de facto el centre administratiu de la regió; Winchester però va ser una ciutat d'importància secundària durant el període romà, comparada amb Calleva, l'actual Silchester, construïda més al nord pels atrebats vers l'any 50 aC. Juli Cèsar va envair el sud-est d'Anglaterra l'any 55 aC i després el 54 aC, però mai va estar a Hampshire. Sobre aquesta època hi ha informació al Museu de l'Edat del Ferro, a Andover.
En el període següent Hampshire va ser el centre del que seria el regne més poderós de l'illa, el Regne de Wessex. S'han trobat restes dels primers assentaments anglosaxons a Clausentum i a la riba del Tàmesi a Dorchester, que daten del segle v. El nom del comtat ja apareix en un document de l'any 755 amb la forma "Hamtunscir", i l'historiador Albany Major ha suggerit que els límits tradicionals a l'oest i al nord de Hampshire podrien haver-se establert durant la conquesta de Cerdic, el llegendari fundador de Wessex, al començament del segle vi. Wessex gradualment es va expandir cap a l'oest ocupant el territori dels britans de Dorset i de Somerset durant el segle vii. A Winchester hi ha una estàtua que commemora el poderós rei Alfred el Gran, que va expulsar els vikings i va establir la regió com a pròpia al segle ix.

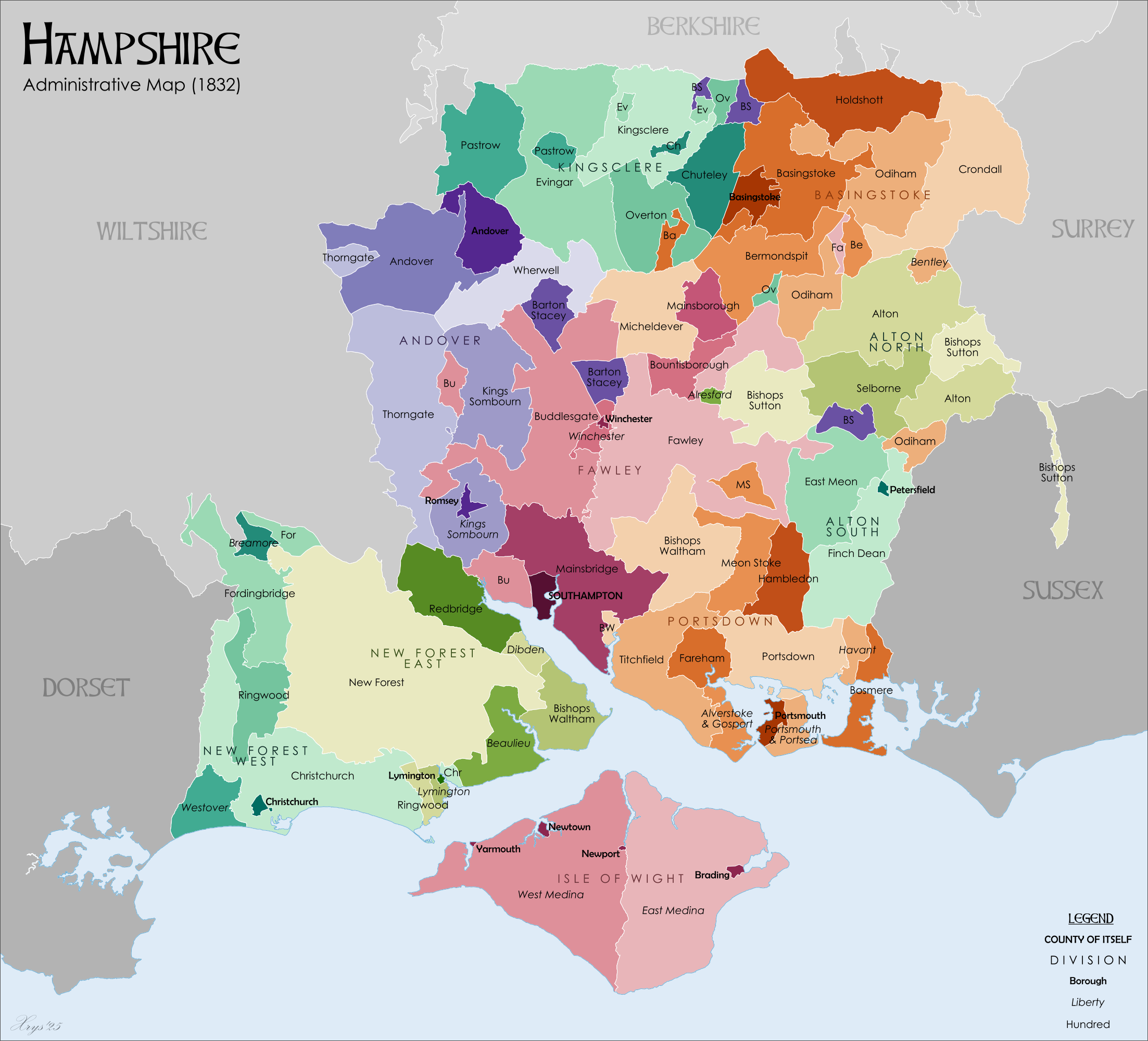
Els hundreds de Hampshire vigents fins al 1832.

Al Domesday Book, escrit el 1086, el comtat estava organitzat en 44 hundreds:
- Alton
- Andover
- Barton Stacey
- Basingstoke
- Bermondspit
- Bishop's Sutton
- Bishop's Waltham
- Bosmere
- Bountisborough
- Buddlesgate
- Christchurch
- Chuteley
- Crondall
- East Medine
- East Meon
- Evingar
- Fareham
- Fawley
- Finchdean
- Fordingbridge
- Hambledon
- Holdshot
- Kingsclere
- King's Somborne
- Mainsborough
- Mansbridge
- Meonstoke
- Micheldever
- New Forest
- Odiham
- Overton
- Pastrow
- Portsdown
- Redbridge
- Ringwood
- Selborne
- Thorngate
- Titchfield
- West Medine
- Wherwell

A partir del segle xii els ports van créixer en importància amb l'exportació de teixits de llana i el comerç del peix, cosa que va promoure l'establiment a la zona de tallers de construcció de vaixells. Vers el 1523 la població de Southampton havia superat la de Winchester.

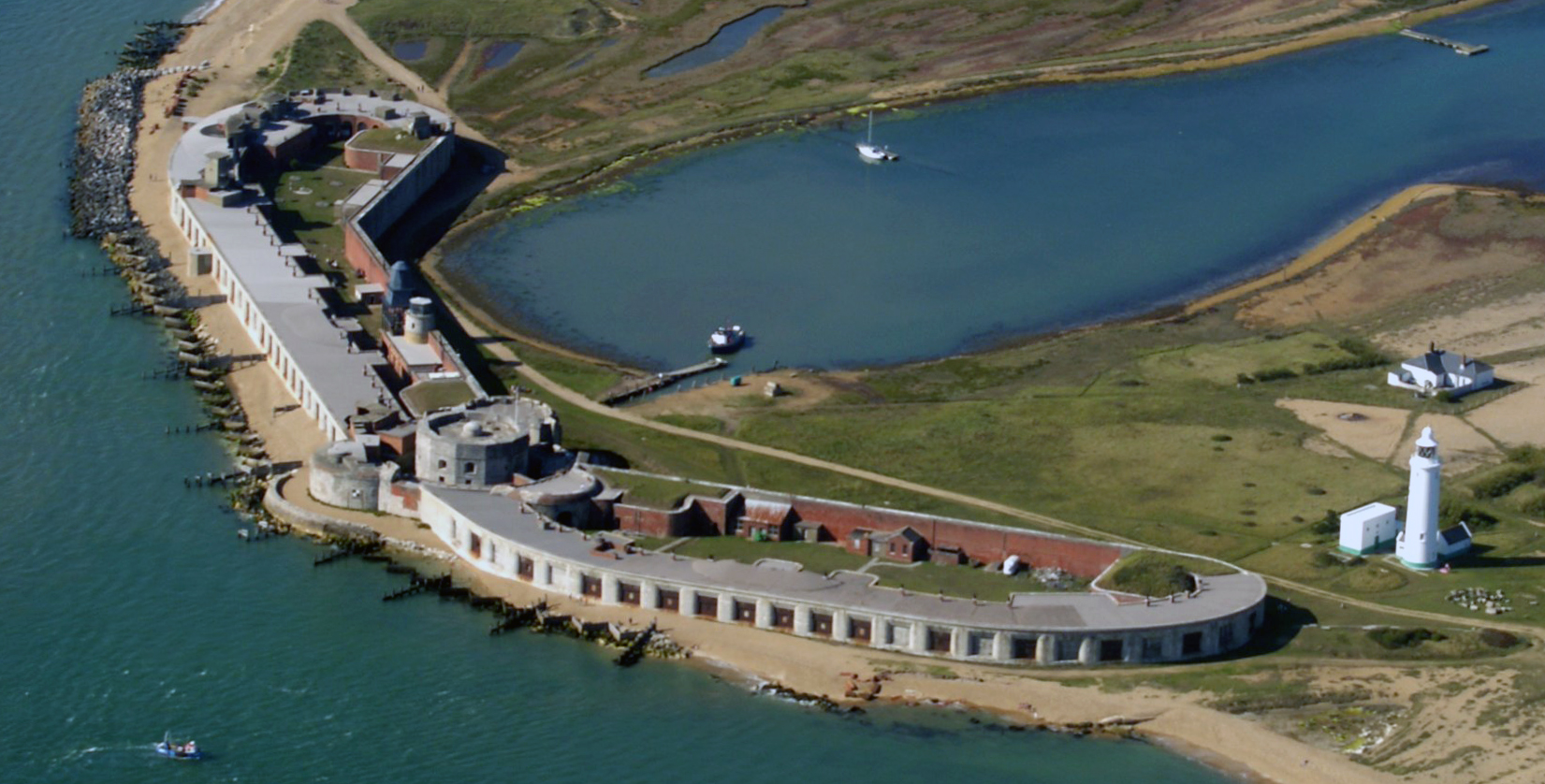
El castell de Hurst amb ampliacions fetes en èpoques posteriors.

Durant diversos segles es va construir una xarxa de castells i torres defensives al llarg de la costa del Solent, ja que calia protegir els ports des de Southampton fins a Portsmouth. Entre aquests cal destacar el castell iniciat en època romana de Portchester, que controla la costa de Portsmouth. Enric VIII d'Anglaterra en va fer construir alguns, com el de Hurst, situat sobre un cordó litoral de sorra en la desembocadura del Solent, el castell de Calshot, a la boca del Southampton Water, i el de Netley. Southampton i Portsmouth van continuar sent ports importants quan altres de la zona declinaven, com el de Poole o el de Bristol.
Amb l'excepció de les autoritats unitàries de Portsmouth i Southampton, Hampshire està governat per un consell que té la seu a Winchester, un territori subdividit en 11 districtes no metropolitans:
- Basingstoke i Deane
- Ciutat de Winchester
- East Hampshire
- Eastleigh
- Fareham
- Gosport
- Hart
- Havant
- New Forest
- Ciutat de Portsmouth (a u)
- Rushmoor
- Ciutat de Southampton (a u)
- Test Valley

Encara que l'illa de Wight va ser part de Hampshire, va tenir independència administrativa des de fa un segle, va ser declarada comtat administratiu l'any 1890 i comtat cerimonial l'any 1974. A banda de compartir el servei de policia ja no té vincles amb el comtat de Hampshire, encara que algunes organitzacions combinen abasten l'àrea combinada de Hampshire i l'illa de Wight.
Al segle xx van haver reorganitzacions territorials que van reduir l'extensió de Hampshire: el 1974 les ciutats de Bournemouth i Christchurch van ser transferides al comtat de Dorset i el 1992 South Tidworth va ser transferida a Wiltshire.

## Poblacions

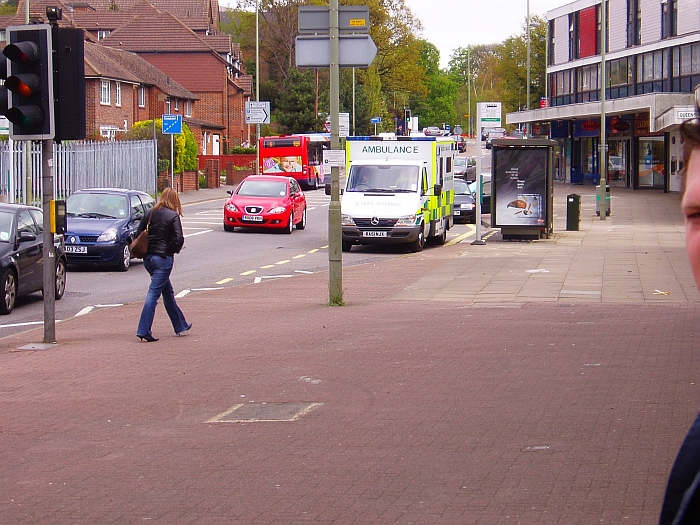
Carrer de Farnborough

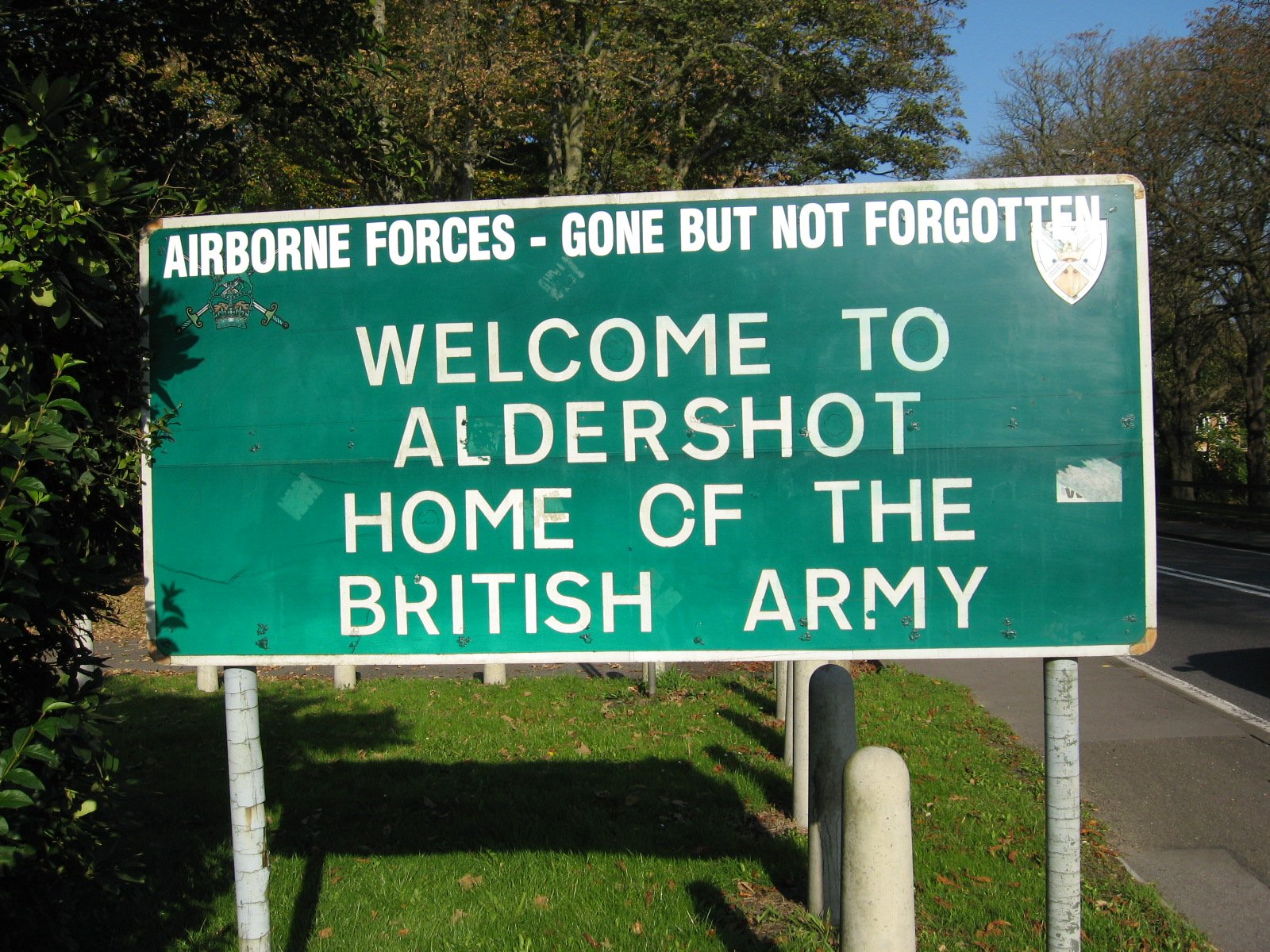
Cartell d'arribada a Aldershot

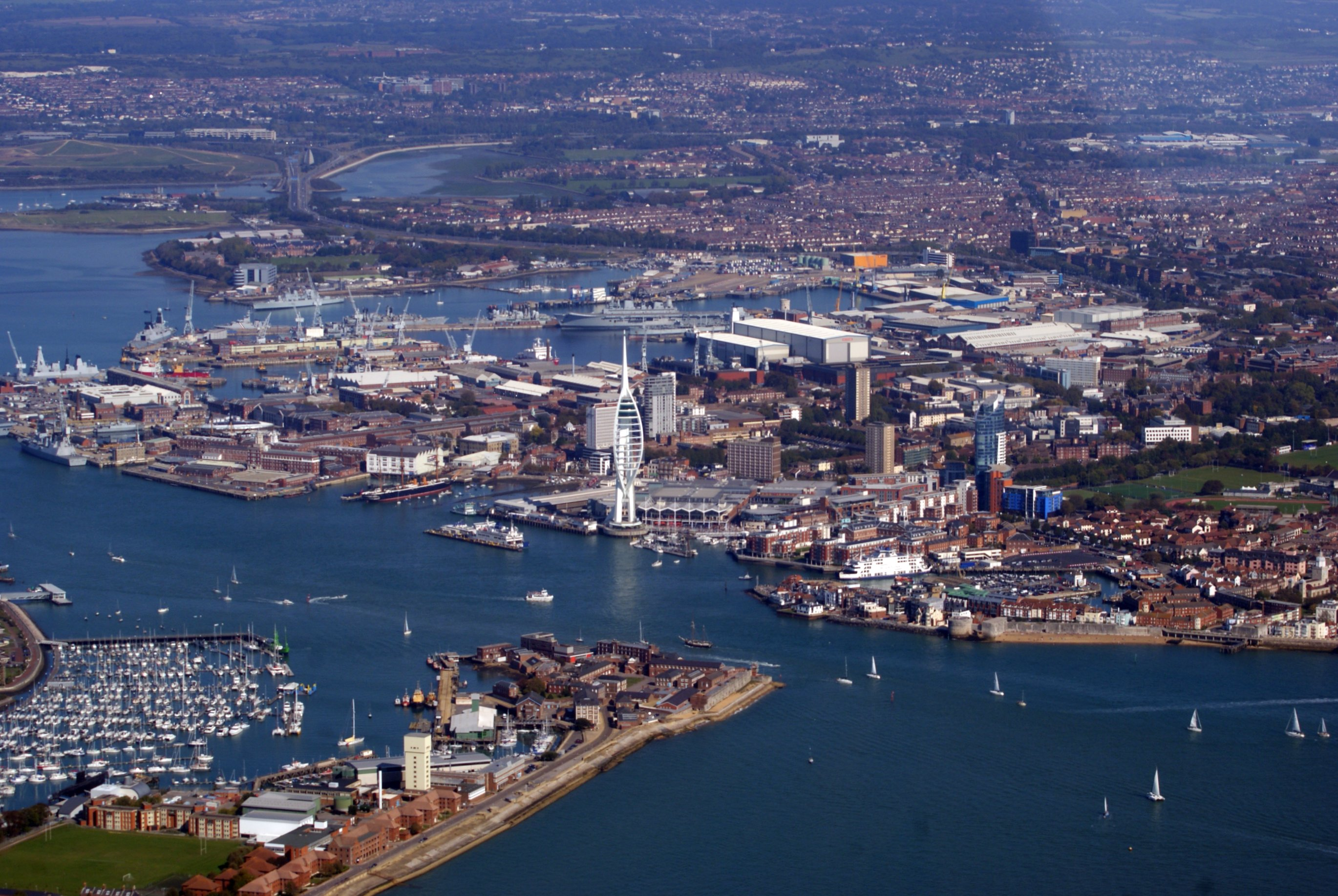
Portsmouth

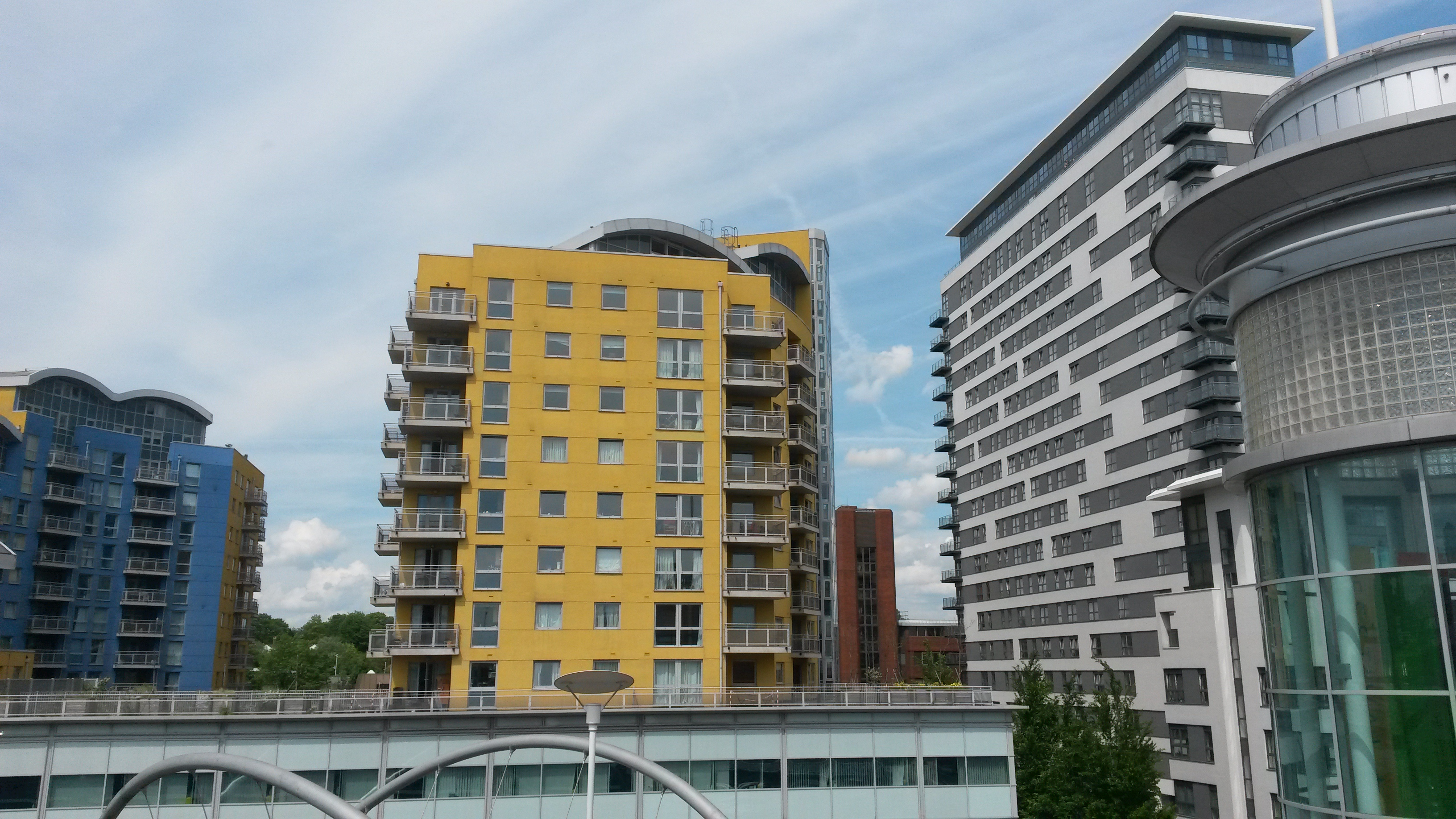
Basingstoke

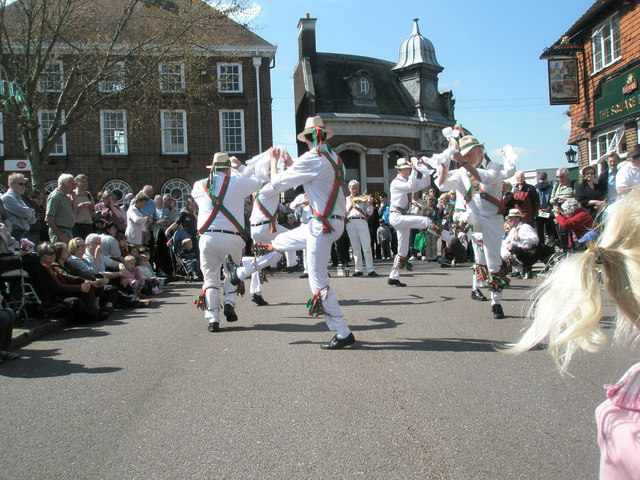
Petersfield durant la festa del Morris dancing

La capital de Hampshire és Winchester. Les ciutats portuàries de Southampton i Portsmouth van ser designades autoritats unitàries el 1997, però estan incloses en el comtat de Hampshire per qüestions cerimonials. Fareham, Gosport i Havant han crescut fins a formar un continu urbà que ocupa la costa entre les dues ciutats abans esmentades. Hi ha tres ciutats universitàries: Southampton, on està la universitat homònima i la Universitat del Solent (antigament Southampton Institute); Portsmouth on està la universitat homònima; i Winchester on hi ha la Universitat de Winchester, que antigament eren dues institucions (University College Winchester i King Alfred's College). Al nord-est del comtat està l'àrea urbana de la vall del Blackwater, que inclou les ciutats de: Farnborough, Aldershot, Blackwater i Yateley, que limita amb els comtats de Berkshire i Surrey.
Hampshire està a l'altra banda del cinturó verd que es va establir per impedir que la ciutat de Londres creixés encara més, però té bons enllaços per ferrocarril i carretera amb la capital del país. Amb tot, no s'ha pogut evitar que les viles més properes a aquest cinturó hagin pres l'aspecte de ciutats dormitori, ja que des de la dècada del 1960 la tendència dels seus habitants és treballar a Londres. Basingstoke, situada al nord del comtat, ha passat de ser una vila rural a ser un centre de finances i negocis. Aldershot, Portsmouth i Farnborough tenen fortes arrels amb l'exèrcit:el de terra (Army), la marina (Royal Navy), i el de l'aire (Royal Air Force) respectivament. A Hampshire també es poden trobar viles que van sorgir en l'antiguitat com a centres de mercat dels productes autòctons: Alton, Andover, Bishop's Waltham, Lymington, New Milton, Petersfield, Ringwood, Romsey i Whitchurch.
La següent llista mostra les poblacions de Hampshire amb més habitants, segons el cens del 2001. Algunes tenen dues xifres, la de la ciutat (c) i la de tot el municipi incloses les urbanitzacions i pedanies perifèriques (m):
- Southampton: 244.224
- Portsmouth: 207.100
- Basingstoke: 90.171 (c), 152.573 (m)
- Gosport: 69.348 (c), 77.000 (m)
- Andover: 64.000
- Waterlooville: 63.558
- Aldershot: 58.120
- Farnborough: 57.147
- Fareham/Portchester: 56.010 (c), 109.619 (m)
- Eastleigh: 52.894 (c), 116.177 (m)
- Havant: 45.435 (tc), 115.300 (m)
- Winchester: 41.420 (c), 116.600 (districte)
- Fleet: 32.726
- Petersfield – 14.974 (c)

## Economia

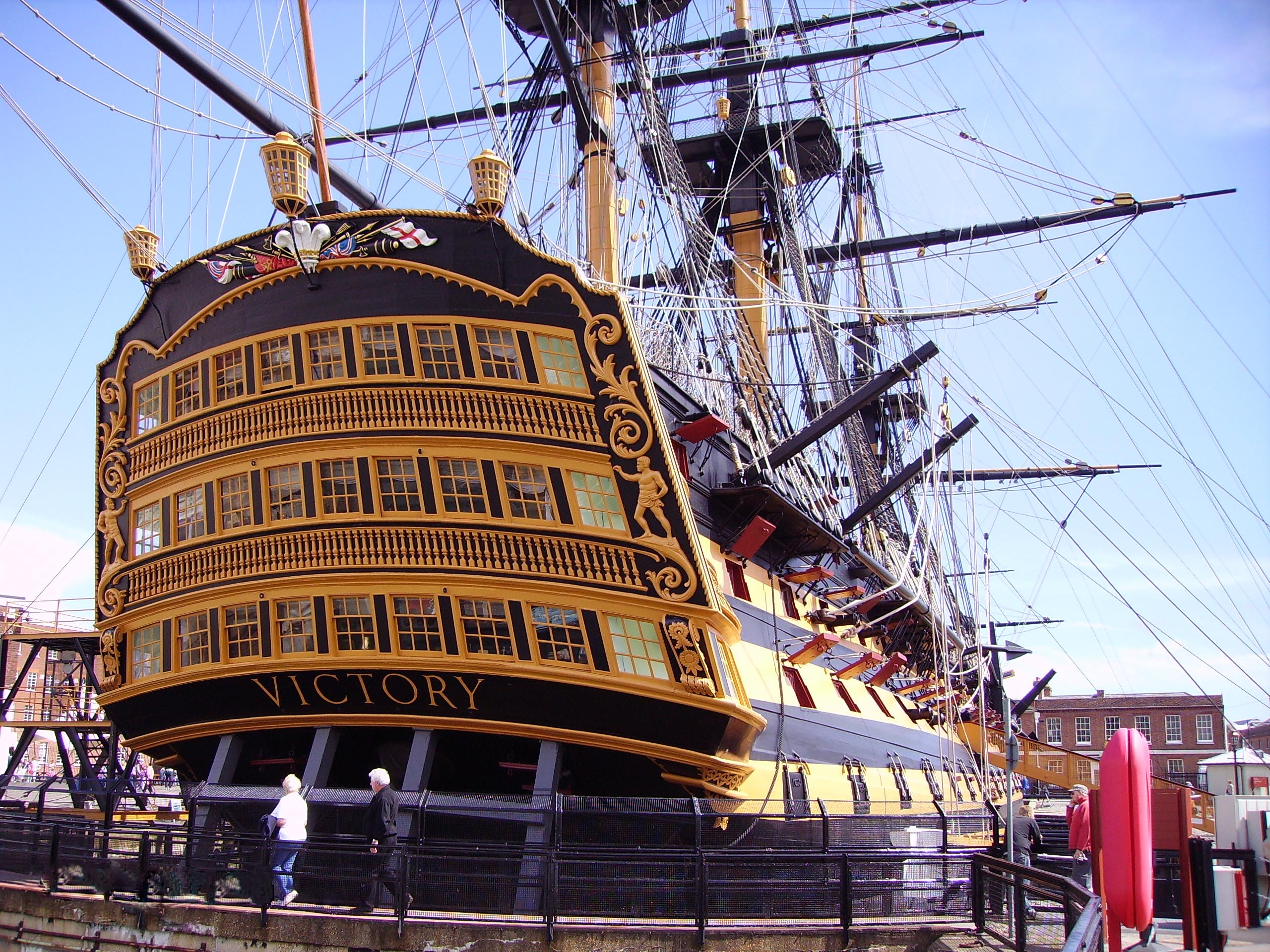
HMS Victory, a Portsmouth.

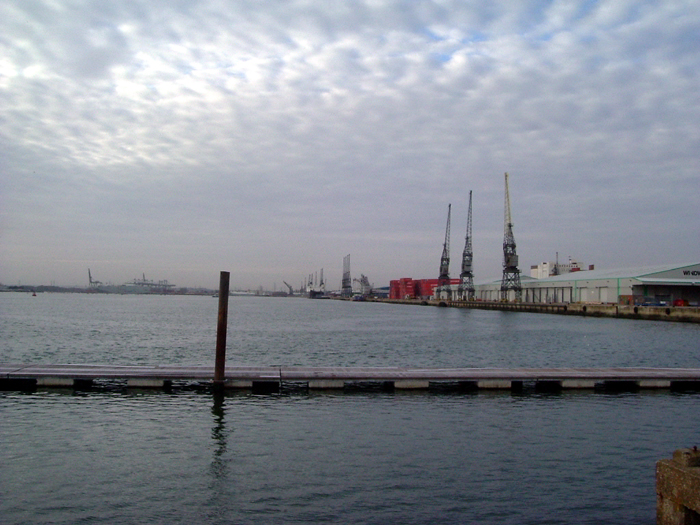
Riu Test al port de Southampton.

Hampshire és un dels comtats més actius, amb un producte interior brut de 32,3 billions de liures segons la valoració de l'any 2005 (o només 22,4 billions si s'exclouen Southampton i Portsmouth). El 2006, Hampshire tenia una renda per capita de 19.300 lliures, una mica per sota de la rpc de la regió sud-est d'Anglaterra, 19.600 lliures.
Portsmouth i Winchester acaparen la major densitat de llocs de treball de tot el comtat, això fa que hi hagi moltes poblacions amb residents que es traslladen diàriament per anar a la feina, cosa que passa sobretot a Hook i a Micheldever. Southampton és la ciutat que ofereix més llocs de treball i també on hi ha més treballadors que arriben de fora però també residents que en surten a treballar a altres ciutats. El comtat té una baixa taxa d'atur, 1,9%, inferior a la mitjana nacional que és del 3,3%, i el març del 2005 havia baixat a l' 1,1%. El 39% dels llocs de treball són de grans empreses, mentre que a nivell nacional aquestes assoleixen el 42%. A Hampshire hi ha molts més llocs de treball relacionats amb l'alta tecnologia que a la resta de l'estat. El 25,21% de la població treballa en el sector públic.
A les àrees rurals del comtat l'economia està relacionada amb la pagesia, sobretot amb la cria de vaques i l'elaboració de productes làctics, però el nombre de llocs de treball en aquest sector ha anat disminuint des de la primera meitat del segle xx fins al punt que actualment la pagesia només dona feina a l'1,32% de la població rural.
El parc nacional del New Forest és un atractiu turístic i un important recurs econòmic que va tenir 7,5 milions de visitants l'any 1992. Els South Downs i les ciutats de Portsmouth, Southampton i Winchester també són atractius turístics. Southampton Boat Show és un dels esdeveniments més importants de l'any que atreu visitants de tot el país. El 2003 el comtat va rebre un total de 31 milions de persones que van fer visita d'un sol dia i 4,2 milions d'estades més llargues.
Southampton i Portsmouth tenen ingressos econòmics procedents dels seus importants ports, el primer tragina una gran part dels contenidors nacionals i Portsmouth és la seu d'una gran base naval militar. Els respectius molls han requerit sempre molts treballadors, però l'actual mecanització ha obligat a diversificar l'economia cap a altres sectors.

## Relació amb Amèrica
Hampshire va ser el punt de partida dels colons de la costa est des del 1776 cap al que va ser els Estats Units d'Amèrica, aquest va ser l'origen de l'estat de Nou Hampshire. A l'estat de Virgínia hi ha un comtat anomenat Illa de Wight i un altre anomenat Southampton, noms que evidencien la zona de procedència dels seus colons. La ciutat de Portsmouth americana, igual com la de Portsmouth britànica, té una important base militar, el Norfolk Naval Yard.